# Peking–Harbin nagysebességű vasútvonal
A Peking–Harbin nagysebességű vasútvonal (egyszerűsített kínai írással: 京哈客运专线; hagyományos kínai írással: 京哈客運專線; pinjin: Jīng-Hā Kèyùn Zhuān Xiàn) egyike Kína nyolc nagysebességű vasútvonalának. A vonal 1700 km hosszú, kétvágányú, 25 kV 50 Hz-cel villamosított, normál nyomtávolságú, és három részből áll, a legutolsó szakasz 2019-ben nyílt meg.

## Részei
| Vonal                                    | Hossz (km) | Maximális sebesség (km/h) | Építkezés kezdete  | Megnyitás       |
| ---------------------------------------- | ---------- | ------------------------- | ------------------ | --------------- |
| Harbin–Talien nagysebességű vasútvonal   | 904        | 350                       | 2007 augusztus 23. | 2012 június 15. |
| Peking–Senjang nagysebességű vasútvonal  | 676        | 350                       | 2009               | 2019            |
| Pancsin–Jingkou nagysebességű vasútvonal | 89,4       | 350                       | 2009 május 31.     | 2019            |